# Cayo Terencio Varrón
Cayo Terencio Varrón (en latín, Gaius Terentius Varro) fue un cónsul romano durante la segunda guerra púnica, cargo que poseyó durante el año 216 a. C. con Lucio Emilio Paulo como colega.

## Biografía
Se dice que Varrón era hijo de un carnicero, que se encargaba personalmente de las empresas desde sus primeros años y que subió en preeminencia por apoyar las causas de las clases bajas en oposición a la opinión de los denominados hombres buenos. Si estos relatos son verdaderos o exagerados, no se puede determinar, pero sí se puede considerar como cierto que Varrón surgió de las clases bajas y era considerado como el principal defensor de la facción popular.
No puede haber sido una persona tan despreciable como Tito Livio señala, pues de lo contrario el Senado no habría ido a su encuentro después de la batalla de Cannas para darle las gracias por no haber perdido la esperanza en su país; ni se le hubiera empleado, durante el resto de la guerra en importantes mandos militares. 
Se menciona a Varrón por primera vez en el año 217 a. C., cuando apoyó el proyecto de ley para dar a Marco Minucio Rufo, magister equitum, igual poder que el del dictador Quinto Fabio Máximo. 
Varrón había sido pretor el año anterior (218 a. C.) y había ejercido previamente los cargos de cuestor, edil plebeyo y edil curul. El pueblo ahora había resuelto elevarlo al consulado, pensando que necesitaban un hombre de energía y decisión a la cabeza de una fuerza abrumadora para llevar la guerra a su fin. La aristocracia en vano le ofreció la mayor oposición a su elección. El otro cónsul electo, Lucio Emilio Paulo, era uno de los líderes del partido aristocrático.
Comandó el ejército romano contra Aníbal en la batalla de Cannas (216 a. C.). La batalla fue librada por Varrón en contra del consejo de Paulo. El ejército romano fue casi aniquilado. Emilio Paulo y casi todos los oficiales perecieron. Varrón fue uno de los pocos que logró escapar y llegar a salvo a Venusia, con cerca de setenta jinetes. Su conducta después de la batalla le hizo ser merecedor de grandes elogios.
Procedió a ir a Canusium, donde los restos del ejército romano se habían refugiado, y allí, con gran presencia de ánimo, aprobó todo tipo de medidas que las exigencias del caso hacían necesarias.
Su conducta fue muy elogiada por el Senado y el pueblo romano y su derrota fue olvidada dados los servicios que había prestado últimamente. A su regreso a la ciudad todas las clases fueron a su encuentro y el Senado le dio gracias por no haber perdido la esperanza en sus compatriotas.
Varrón continuó empleándose en Italia durante varios años sucesivos en importantes mandos militares hasta casi el final de la guerra púnica. Fue nombrado procónsul al año siguiente, cargo que mantuvo hasta 213 a. C., y propretor en 208 a. C. y 207 a. C., defendiendo Etruria ante los ataques de Asdrúbal Barca.
En 203 a. C. fue uno de los tres embajadores enviados a Filipo V de Macedonia y tres años después (200 a. C.) se le volvió a enviar en una embajada a África para arreglar los términos de la paz con Vermina, el hijo de Sifax. A su regreso en el curso del mismo año, Varrón fue nombrado uno de los triunviros para asentar a los nuevos colonos en Venusia.